# Naif al-Mas
Naif Saeed al-Mas (arabisch نايف سعيد الماس, DMG Nāyif Saʿīd al-Mās; * 18. Januar 2000) ist ein saudi-arabischer Fußballspieler.

## Karriere

### Klub
Er begann seine Karriere in der Jugend von al-Nasr und spielt dort derzeit in der U23. Von September 2012 bis zum Saisonende 2020/21 wurde er zum al-Batin FC verliehen.

### Nationalmannschaft
Nach der U19 und der U20 hatte er seinen ersten Einsatz in der saudi-arabischen Nationalmannschaft am 4. Dezember 2021 bei einem 1:1 gegen Palästina während der Gruppenphase des FIFA-Arabien-Pokal 2021. Hier wurde er zur zweiten Halbzeit für Meshal al-Sebyani eingewechselt.